# Кар (римски император)
Вижте пояснителната страница за други личности с името Кар.
Марк Аврелий Кар (на латински: Marcus Aurelius Carus) е римски император в периода 282 – 283 г.
Традиционно често е считан за илириец, но най-вероятно всъщност произхожда от Нарбона, Галия. Получава образованието си в Рим. Преди да стане преториански префект на Проб, Кар прави кариера в Сената и армията. Много вероятно е участието му в заговор за убийството на император Проб, когото наследява почти веднага (края на 282 г.).
Скоро след възкачването си Кар обявява своите синове Карин и Нумериан за цезари и младши съимператори. Той води победни сражения с квади и сармати по Дунав и през 283 г. продължава започнатия от предшественика му поход на изток срещу Персия. Авторитарен и енергичен ръководител, по всичко личи стремежа му да върви по пътя на императорите възстановители – Аврелиан и Проб. Зает с неотложните военни ангажименти, Кар управлява без да посети Рим, където изпраща като представител своя син и съимператор Карин.
Действията на римската армия срещу сасанидските перси на изток са много успешни. Персийската държава е временно отслабена от междуособици и атаки на степни народи, което улеснява римското нападение. Кар се изтъква като отмъстител за предишните нахлувания на персите в територията на Римската империя. При успешното настъпление на войските му в Месопотамия той приема почетната титла „Persicus Maximus“ („Персийски, най-велики“). По време на победната битка пред Ктезифон, императорът е убит от светкавица в лагера си (юли/август 283 г.); според друга версия става жертва на заговор или заболяване.
В Рим Сенатът гласува обожествяване на починалия император. След възкачването на Диоклециан и признаването му от Сената през 285 г., Кар и синовете му Карин и Нумериан са обявени за узурпатори и получават damnatio memoriae (лат. „проклятие на спомена“).